# Vladimir Kazatsjonok
Vladimir Aleksandrovitsj Kazatsjonok (Russisch: Владимир Александрович Казачёнок) (Kolpino, 6 september 1952 – Sint Petersburg, 26 maart 2017) was een Russisch voetballer en trainer die als speler uitkwam voor de Sovjet-Unie.

## Biografie
Kazatsjnonok begon zijn carrière bij Zenit Leningrad. In 1976 maakte hij de overstap naar Dinamo Moskou, dat dat jaar kampioen werd en een jaar later de beker won. In 1979 keerde hij terug naar Zenit. Hij beëindigde zijn carrière al vrij vroeg door een blessure.
Hij speelde twee keer voor het nationale elftal. Hij maakte zijn debuut op 1 december 1976 in een vriendschappelijke wedstrijd tegen Brazilië en kwam pas drie jaar later opnieuw in actie in een EK-kwalificatiewedstrijd tegen Finland. Na zijn spelerscarrière werd hij trainer.
HIj was de baas van de jeugdacademie van Zenit toen hij overleed.